# Éric Jourdan (écrivain)
Pour les articles homonymes, voir Éric Jourdan et Jourdan.
Éric Jourdan (né Jean Roger Gaytérou), né à Paris le 29 mai 1930 et mort à Paris le 7 février 2015, nommé Jean-Éric Green depuis son adoption à l'âge adulte par Julien Green, est un écrivain français. 

## Parcours
Éric Jourdan est l'auteur, en 1955, du roman Les Mauvais Anges qui fait l'objet de la censure en raison de son thème de l'amour charnel entre deux garçons adolescents. L'ouvrage est par deux fois interdit en France en l'espace de vingt-neuf ans, ce qui n'empêche pas des éditions de luxe et notamment sa première traduction anglaise sous le titre Two par Richard Howard.
D'origines « diverses » — Pays de Galles et Pays basque du côté paternel, Savoie et Tyrol du côté maternel —, il cache longtemps son âge véritable, change plusieurs fois d'identité et écrit sous plusieurs pseudonymes qu'il n'a jamais révélés.
Il est adopté à l'âge adulte par l'écrivain américain Julien Green, considéré comme l'un des auteurs de langue française majeurs du XXe siècle, et collabore à son œuvre sous les noms de Didier Mesnil et Giovanni Lucera. Il vit au domicile de son père adoptif, rue Vaneau dans le 7e arrondissement de Paris, jusqu'à la mort de ce dernier en 1998.
Il crée une vive polémique en 2011 en tentant de vendre aux enchères l’essentiel des manuscrits de son père adoptif. On craint alors une dispersion irrémédiable de ce fonds unique, finalement sauvé et déposé à la Bibliothèque nationale de France après sa mort.
Il est inhumé, à côté de son père adoptif, dans la chapelle de la Vierge de l'église Saint-Egid de Klagenfurt, en Autriche, le jeudi 19 février 2015.

## Œuvres
- Les Mauvais Anges, préface de Robert Margerit, édition de la Pensée moderne, 1955 ; éditions de la Musardine, 2001
- Saccage, Plon, 1956 (sous le titre Détresse et Violence) ; La Musardine, 2005 ; France Loisirs, 2006 (dans son texte intégral depuis La Musardine)
- Les Penchants obscurs, Plon, 1958 (réédité dans son texte intégral sous le titre Le Garçon de joie par La Musardine, 2006)
- Charité, éditions de la Différence, 1985 ; éditions du Seuil « Points romans », 1991
- Qui est là ?, contes pour enfants, illustrations de Topor, éditions Publisud, 1985
- Barbe Bleue, Croquemitaine et compagnie, contes et nouvelles malveillants, dont un Perrault pervers par Julien Green, illustrations de Paula Rego, éditions Maren Sell, 1986 ; La Différence, 1996
- Anthologie de la peur, entre chien et loup, éditions Maren Sell, 1986 ; éditions du Seuil, 1989
- Révolte, Seuil, 1991
- Sang, Seuil, 1992
- L'Amour brut, Flammarion, 1993 ; La Musardine, 2006 (dans son texte intégral)
- Le Garçon de joie, Stock, 1993 ; La Musardine, 2006 (dans son texte intégral)
- Sexuellement incorrect, L'Atelier contemporain, 1995 (sixième partie et fin du Garçon de joie, publié avant La Musardine)
- La Bande à Bécu en Touraine, Lorisse, 1999
- Pour Jamais, Joëlle Losfeld, 2001 ; éditions H&O, 2006
- Sans lois ni Dieux : Le Songe d'Alcibiade, H&O, 2006 ; H&O « Poche », 2010
- Aux Gémonies, H&O, 2007
- Trois cœurs, Fayard-Pauvert, 2008
- Le Jeune Soldat, Fayard-Pauvert, 2009 ; La Musardine, 2011
- Portrait d'un jeune seigneur en dieu des moissons, La Musardine, 2010
- Lieutenant Darmancour, H&O, 2010
- Le Garçon et le Diable, H&O, 2011

### Album de la Pléiade
- Album Julien Green, bibliothèque de la Pléiade, éditions Gallimard, 1998

### Théâtre
Éric Jourdan est l'auteur de nombreuses pièces de théâtre dont une seule, Drapeau noir, a été jouée en off à Paris, à Clichy en 1987 (35 représentations) puis au festival de Taormine, traduite par Sandro Segui[réf. nécessaire].
- Drapeau noir, 1987
- Le Jour de gloire est arrivé (en collaboration avec Franz-Olivier Giesbert), J'ai lu « Humour », 2006

### Cinéma
- La Dame de pique, en collaboration avec Dita Parlo, adaptation libre de Pouchkine, scénario et dialogues avec Julien Green, film tourné en 1965 par Léonard Keigel